# Мангар
Мангар (также мангор; англ. mangar, mangor) —  чадский язык (или диалект), распространённый в центральных районах Нигерии (в районе Мангу штата Плато). Входит в состав кластера рон группы рон западночадской языковой ветви.

## Классификация
Идиом мангар является частью языкового кластера рон. Помимо него в данный кластер включаются языки/диалекты бокос (боккос, чалла, чала, лис ма рун), даффо-бутура (алис и рун) и шагаву (шагау, мангуна, нафунфья). Иногда как идиом кластера рон рассматривается язык ша. Языки/диалекты объединения рон являются частью подгруппы рон группы рон западночадской подветви западночадской ветви чадской семьи (группа рон также может обозначаться как группа A.4, а западночадская подветвь как подветвь A).
Мангар и другие идиомы кластера рон могут рассматриваться как диалекты (диалектный пучок), так и как отдельные близкородственные языки. Как диалекты идиомы кластера рон представлены в классификации чадских языков, опубликованной в справочнике языков мира Ethnologue; как отдельные языки идиомы кластера рон рассматриваются в классификациях чадских языков британского лингвиста Р. Бленча, в классификации чешского лингвиста В. Блажека, в классификации, представленной в статьях В. Я. Порхомовского «Чадские языки» и «Рон языки» (Лингвистический энциклопедический словарь), и в классификации, опубликованной в работе С. А. Бурлак и С. А. Старостина «Сравнительно-историческое языкознание».
Как самостоятельный язык идиом мангар отмечен в классификации, основанной на исследовании Р. Бленча 2001 года (представлена в базе данных по языкам мира Glottolog), и в классификации Р. Бленча, данной в работе An Atlas of Nigerian Languages 2012 года. В справочнике языков мира Ethnologue мангар (мангор) вместе с идиомами кланов даффо, бутура и другими рассматриваются как диалекты группы лис ма рон.

## Ареал
Ареал идиома мангар размещён на территории штата Плато — в районе Мангу, в южной части области распространения языков (или диалектов) рон. К юго-востоку от ареала идиома мангар размещён ареал ангасского языка чакфем-мушере, к юго-западу — ареал ангасского языка кофьяр, к западу — ареал языка группы рон кулере (ареал диалекта риха), к северу — ареалы близкородственных идиомов кластера рон даффо-бутура и бокос.